# Sikiru Alimi
Sikiru Alimi, né le 23 mars 1996 à Lagos (Nigeria) est un footballeur international nigérian évoluant au poste d’attaquant aux Remo Stars FC.

## Biographie

### En sélection
Le 22 septembre 2019, il reçoit sa première sélection en équipe du Nigeria contre le Togo au Stade de Kégué dans le cadre des qualifications à la CAN 2022 (défaite, 4-1).

## Palmarès
Warri Wolves FC
- Championnat du Nigeria :
  - Vice-champion : 2015.

 Remo Stars
- Championnat du Nigeria :
  - Champion : 2025